# Wenn eine Frau liebt
Wenn eine Frau liebt (später zeitweise geändert in Melodie des Herzens) ist ein deutscher Spielfilm des Regisseurs Wolfgang Liebeneiner aus dem Jahr 1950. Die Hauptrollen waren mit Hilde Krahl, Johannes Heesters und Mathias Wieman besetzt worden. Das Drehbuch verfasste Felix von Eckardt. Es beruht auf der Komödie Versprich mir nichts von Charlotte Rissmann. In der Bundesrepublik Deutschland kam der Film zum ersten Mal am 31. August 1950 in Düsseldorf in die Kinos.

## Handlung
Martin Pratt ist zwar ein leidenschaftlicher Maler, gibt sich aber mit keinem seiner Werke voll zufrieden. Deswegen wagt er auch nicht, eines zu verkaufen. Martins wesentlich jüngerer Frau Monika fällt es zunehmend schwerer,  sich und ihren Gatten wegen dessen brotloser Kunst über die Runden zu bringen. Da kommt ihr eines Tages der rettende Einfall, die mit „M. Pratt“ signierten Bilder als ihre eigenen auszugeben. Zum Test geht sie mit einigen Gemälden zum Kunsthändler Felder. Der ist gleich Feuer und Flamme, aber nicht nur über die ihm vorgelegten Exponate, sondern auch über die „Malerin“. Weil er glaubt, in ihr ein neues Talent entdeckt zu haben, organisiert er gleich eine Ausstellung. Der Erfolg ist verblüffend. Daraufhin schließt Felder mit Monika einen Vertrag und zahlt ihr einen stattlichen Vorschuss aus.
Endlich kann sich das Ehepaar Pratt eine schöne große Wohnung leisten. Das Glück scheint sich jedoch bald ins Gegenteil zu verkehren, als Monika durch die Vermittlung ihres Gönners den Auftrag bekommt, für die neue Sporthalle ein großes Wandgemälde zu schaffen. Martin, der inzwischen weiß, was seine Frau getan hat, betrachtet das Ganze mit Schadenfreude. Es dauert aber nicht lange, und er findet selbst Gefallen an dem Auftrag. Ohne seiner Frau etwas zu sagen, begibt er sich auf das Gerüst und fängt an zu arbeiten.
An Martins letztem Arbeitstag erhält seine Gattin von ihrem „Entdecker“ eine Einladung ins Theater. Dieser Umstand weckt in Martin die Eifersucht. Er bricht die Arbeit ab und verbringt den Abend mit Konsul Brenkow in einer Weinstube. Als das Lokal schließt, besinnt sich Martin an seine Aufgabe, geht in die Sporthalle und beendet sein Werk in weinseligem Zustand. Wieder daheim, macht ihm Monika Vorwürfe wegen seines nächtlichen Fernbleibens. Martin zahlt es ihr in gleicher Münze zurück, indem er sie anschnauzt, ihrem Verhältnis zu Felder nicht mehr im Wege zu stehen. Als Folge erhält er eine schallende Ohrfeige.
Tags darauf wird das Fresko feierlich der Öffentlichkeit zugänglich gemacht. Monika Pratt soll für ihr Kunstwerk mit dem Lucas-Cranach-Preis ausgezeichnet werden. Da gesteht sie, dass nicht sie das Bild erschaffen habe, sondern ihr Mann. Dem Kunsthändler gelingt es mit einer humorigen Rede, den drohenden Skandal abzuwenden.
Nach ein paar retardierenden Momenten versöhnt sich das Ehepaar wieder.

## Ergänzungen
Der gleiche Stoff wurde bereits 1937 von Liebeneiner unter dem Titel Versprich mir nichts verfilmt. Der Film wurde im Atelier Wiesbaden produziert. Die Außenaufnahmen entstanden in Wiesbaden und Umgebung. Die Bauten wurden von den Filmarchitekten Fritz Maurischat und Paul Markwitz entworfen. In dem Film erklingt das Lied „Alle Sterne dieser Welt, die hol ich dir vom Himmelszelt“ (Langsamer Walzer), komponiert von Hans-Martin Majewski auf einen Text von Richard Nicolas.

## Auszeichnungen
Das Land Nordrhein-Westfalen verlieh dem Film das Prädikat „Künstlerisch hochstehend“.

## Kritik
„Gelungene Neuverfilmung der erfolgreichen Vorkriegskomödie «Versprich mir nichts»“

## Quelle
- Programm zum Film: Illustrierte Film-Bühne, erschienen im Verlag FILM-BÜHNE GmbH, München, Nr. 814.